# Telmo Esnal Illarramendi
Telmo Esnal Illarramendi (Zarautz, Guipúscoa, 1966) és un guionista i director de cinema basc. També ha treballat com a ajudant de direcció i productor. El 1996 va dirigir un primer curtmetratge, Txotx, juntament amb Asier Altuna. El 2005 va gravar el seu primer llargmetratge (Aupa Etxebeste!), amb Telmo Esnal, amb el qual foren nominats al Goya al millor director novell i Premi de la Joventut al Festival de Cinema de Sant Sebastià.

## Filmografia

### Direcció i guió
- Dantza (2018)[5]
- Urteberri on, amona! (2011)
- Taxi? (2007)
- Aupa Etxebeste! (2005)
- 40 ezetz (1999)
- Txotx (1997)

### Ajudant de direcció
- Crimen ferpecto (2004)
- El regalo de Silvia (2003)
- La comunidad (2000)
- Si, quiero... (1999)
- Flores de otro mundo (1999)
- Pecata minuta (1999)
- Atilano, presidente (1998)
- Un buen novio (1998)
- Completo confort (1997)
- Cachito (1996)
- La fabulosa historia de Diego Marín (1996)
- Matías, juez de línea (1995)
- En octubre (1995)
- Hola, ¿estás sola? (1995)
- Adios Toby, adios (1995)
- Hábitos (1995)
- Alsasua 1936 (1994)
- Justino, un asesino de la tercera edad (1994)